# جاكي دوراند
جاكي دوراند (بالفرنسية: Jacky Durand)‏ ولد بتاريخ 10 فبراير 1967 في ماين، فرنسا، هو دراج فرنسي سابق في صنف سباق الدراجات على الطريق.

## سجل النتائج

### سباقات أو مراحل فاز بها
- طواف فرنسا

## وصلات خارجية
- الموقع الرسمي

## روابط خارجية
- جاكي دوراند على موقع أرشيف الدراجات (الإنجليزية)
- جاكي دوراند على موقع إحصائيات الدراجات الإحترافية (الإنجليزية)